# 米哈尔科·斯捷潘尼奇
米哈尔科·斯捷潘尼奇（俄语：Михалко Степанич，—1205年5月18日）是1176年—1177年、1180年—1184年、1186年—1189年和1204年-1205年间的大诺夫哥罗德負責人。他去世後被安葬在位於大诺夫哥罗德的阿尔卡日修道院。